# Joseph W. Goodman
Joseph W. Goodman (* 1936) ist ein US-amerikanischer Physiker und Elektroingenieur, der sich mit Optik beschäftigt.

## Leben
Goodman studierte Elektrotechnik und Angewandte Physik an der Harvard University (Bachelor-Abschluss 1958) und Elektrotechnik an der Stanford University, wo er 1960 seinen Master-Abschluss erwarb und 1963 promoviert wurde. 1962/63 war er als Post-Doktorand in Norwegen (Norwegian Defense Research Establishment). Danach war er wieder als Forscher an der Stanford University, wo er 1967 Assistant Professor, 1969 Associate Professor und 1972 Professor wurde. Ab 1988 war er William E. Ayer Professor für Elektrotechnik und bis 1996 Vorstand der Fakultät für Elektrotechnik. Ab 2000 ist er dort Professor Emeritus. 1973/74 war er Gastprofessor am Institut d´Optique in Orsay und 1984 Gastwissenschaftler an der Universität Sydney.
Er hatte verschiedene hohe Positionen in der Optical Society of America (OSA), unter anderem war er 1992 deren Präsident. 1988 bis 1990 war er Governor der SPIE. Er war Mitgründer und Vorstand von Optivisions und ONI Systems und in der Leitung einiger weiterer Firmen aus der optischen Industrie.
1983 erhielt er den Max Born Award der OSA für seine Beiträge zur physikalischen Optik, speziell Holografie, Synthetic Aperture Optics, Bildverarbeitung und Speckle-Theorie. 1987 erhielt er den Dennis Gabor Award der SPIE für seine Beiträge zu Holografie, optischer Informationsverarbeitung und optischen Rechnern. 1990 erhielt er die höchste Auszeichnung der OSA, die Frederic Ives Medal. 2007 erhielt er die Goldmedaille der SPIE und 2009 die Emmett Leith Medal der OSA. Er erhielt 1971 den F. E. Terman Award der American Society of Engineering Education und 1995 die Esther Hoffman Beller Medal der OSA. 1978 bis 1983 war er Herausgeber des Journal of the Optical Society of America. 1988 bis 1990 war er Präsident der International Commission of Optics (ICO).
Er ist Mitglied der National Academy of Engineering und der American Academy of Arts and Sciences. 1996 wurde er Ehrendoktor der University of Alabama.

## Schriften
- Introduction to Fourier Optics, McGraw Hill 1968, 3. Auflage Roberts and Company 2005 (auch ins Französische übersetzt, Masson 1972)
- Statistical Optics, John Wiley 1985
- Speckle Phenomena in Optics, Roberts and Company 2006
- mit R. M. Gray: Fourier Transforms: An Introduction for Engineers, Kluwer 1995,
- Synthetic Aperture Optics, in Emil Wolf (Herausgeber) Progress in Optics, Bd. 8, 1970